# Ctenoneura brunnea
Ctenoneura brunnea es una especie de cucaracha del género Ctenoneura, familia Corydiidae. Fue descrita científicamente por Hanitsch en 1929.
Habita en Indonesia (Sumatra).